# داريو فرانشيتي
داريو فرانشيتي (بالإنجليزية: Dario Franchitti)‏ مواليد 19 مايو 1973 في اسكتلندا، المملكة المتحدة، هو سائق فورملا 1 بريطاني سابق.

## سباقات شارك فيها
- البطولة الأمريكية لسباق السيارات
- بطولة فورمولا 3 البريطانية
- سلسلة إندي كار
- إنديانابوليس 500

## وصلات خارجية
- داريو فرانشيتي على موقع IMDb (الإنجليزية)
- داريو فرانشيتي على موقع إن إن دي بي (الإنجليزية)
- داريو فرانشيتي على موقع Racing-Reference.info (الإنجليزية)
- داريو فرانشيتي على موقع DriverDB.com (الإنجليزية)

- الموقع%20الرسمي